# Sachsenstein (Breitungen)

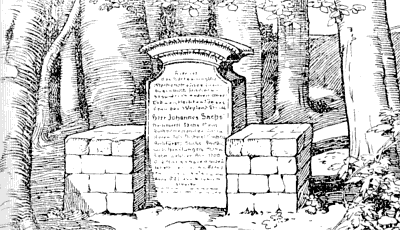
Der „Sachsenstein“ am alten Standplatz am Pleß als Zeichnung auf Ludwig Wuckes Buch Der Jägerstein.

Der Sachsenstein, auch Jägerstein, ist ein Denkmal am Berg Pleß in Breitungen/Werra im thüringischen Landkreis Schmalkalden-Meiningen. 
Das Denkmal wurde 1722 etwa 3 km nordöstlich des Gipfelplateaus des Berges Pleß im Wald errichtet, da an dieser Stelle ein junger Jäger zu Tode kam. 
Nach 1981 wurde das Denkmal an einen neuen Standort südlich des Bahnhofs Breitungen umgesetzt, der etwa 8 km Luftlinie vom ursprünglichen Standort entfernt liegt. 
2008 wurde der Sachsenstein erneut umgesetzt und steht jetzt auf dem Gipfelplateau des Berges Pleß.

## Baugeschichte

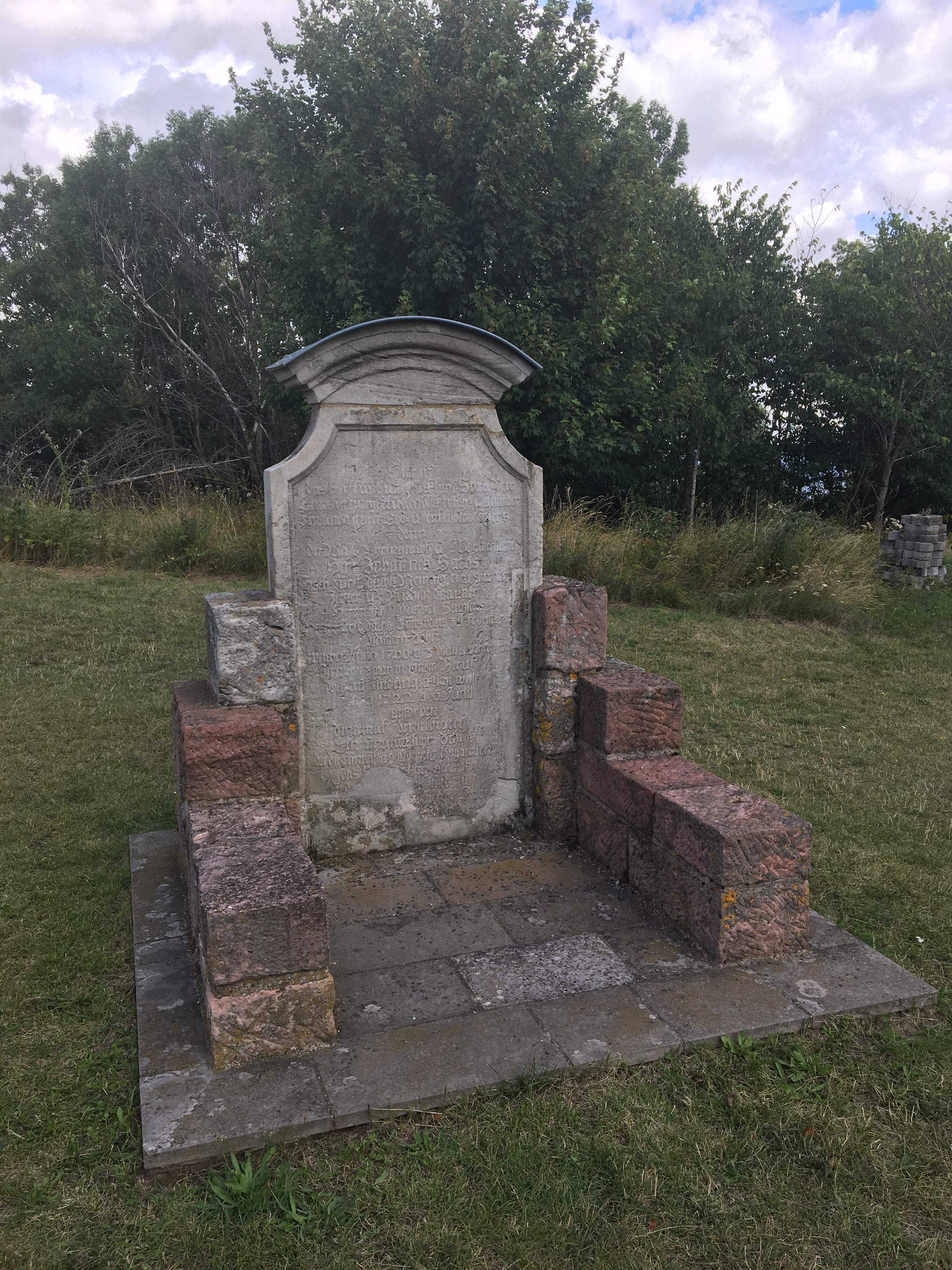
Der „Sachsenstein“ auf dem Pleß ab 2008

Errichtet wurde der Sachsenstein auf Betreiben von Herzog Ernst Ludwig I. von Sachsen-Meiningen nach dem Tod des herzoglichen Jägers und Büchsenspanners Johannes Sachs, der am 6. Juni 1722 nach offiziellen Angaben in der Nähe des ursprünglichen Standortes durch einen Jagdunfall zu Tode kam. Lokalisiert wird dieser Ort als am „Großen Balz“ in der Nähe der „Entenpfütze“. 1909 wurde die Inschrift auf dem Stein im Auftrag der Forstverwaltung erneuert. Das Denkmal besteht aus gehauenem Sandstein mit einem separaten geschwungenen Abschlussstein und wird von einer aus Sandsteinen gemauerten Einfassung umrahmt. Nachdem 1923 auf dem Pleß erstmals ein Aussichtsturm errichtet worden war und der Berg in der Folge häufiger besucht worden ist, wurde der Sachsenstein auch wieder mehr beachtet. 1940 wurde er im Verzeichnis „Naturdenkmale und Denkmale im Kreis Meiningen“ als Nummer 129 unter dem Namen Sachsenstein aufgeführt.
Ab 1962 war der Pleß mit dem ursprünglichen Standort des Sachsensteins militärisches Sperrgebiet. Der Gedenkstein wurde von unbekannten Tätern abgebaut und im Straßengraben der am Sperrgebiet vorbeilaufenden Pleßstraße abgelegt. Dort war der Stein schon eingewachsen, als ihn Breitunger Heimatfreunde 1981 bargen und an einem neuen Standort nahe der Gaststätte Seeblick rund 1,5 km südlich des Bahnhofs Breitungen wieder aufbauten. Der neue Standort in der Nähe der Gastwirtschaft war aus mehreren Gründen problematisch. Zum einen stand das Denkmal dauerhaft im Schatten unter Bäumen, sodass es nie vollständig abtrocknete, was die Zerstörung des Sandsteins beschleunigte. Des Weiteren kam es mehrfach zu Vandalismus. 1985 wurde der Stein komplett umgeworfen. Auch nachdem er danach wieder aufgerichtet worden ist, kam es weiterhin zu mutwilligen Zerstörungen. Der geschwungene Abschlussstein lag in den folgenden Jahren neben dem Denkmal auf der Erde und war zeitweise nicht mehr auffindbar.
Ab Herbst 2007 wurde im Vorstand des Rhönklub-Zweigvereins Breitungen darüber beraten, das Denkmal zu sichern und wiederherzustellen. Ergebnis der Beratungen war, den Stein fachkundig zu restaurieren und danach im Bereich des Gipfelplateau des Pleß neu aufzustellen. In der Zeit ab dem 7. Juni 2008 wurde der Stein restauriert und auf einem neuen Fundament neben dem neuen Pleßturm errichtet, bevor er am 3. Oktober 2008 der Öffentlichkeit übergeben worden ist. Die Kosten der Renovierung betrugen 5000,– €.

## Inschriften

### Vorderseite
Hier ist

das harte und unglückliche SterbeBett

Eines in einem Augenblick frischen u. gesunden

Im andern aber Tod und entleibten Jägers

denn

der Weyl. Ehrengeachte und Wohlversuchte

Herr Johannes Sachs

Hoch. Fürstl. Sächs. Meiningen treu gewesener

Jäger und Büchsenspanner

Herrn Johannes Michael Sachsens

Hoch. Fürstl. Sächs. Amtsvoigts zu Fr.Breitungen

Mittlerer Sohn

Welcher 1700 den 3. May gebohren ward.

Ist allhie zwar in seinem Beruff

doch auf eine unglückliche Weise

Anno 1722 d. 6 Junii

gestorben

Sintemal denselbigen

ein unglücklicher Schuß

da die Flinte ihm ohnversehent losgegangen

das Leben plötzlich geraubet –

u. das kurtze Ziel gesetzet auf

XXII Jahre IV Wochen VI Tage.

### Rückseite
Siehe da

Eilfertiger Wanders Mann

Eine Mercuriale Säule an einem ungewohnten Ort

Sie zeiget dir etwas unglückliches an

Und kann doch den besten Weg lehren

Flieh ! Hier ist der Tod!

Doch halt!

Dieweil Du anderswo vielleicht wirst sterben

So lerne erst allhier leben.

Ach, wohin Du willst

Der Todt kommt Dir doch entgegen

u. vielleicht trägst Du ihn jetzen bei dir selbst

Das was Dich beschützen sollt nimmt dir das Leben

Ein unglücklich Schuß lehret Dich das rechte Ziel treffen.

Ein unverhofft. Fall den gewissen ungewissen Tod

Ein wohlgeratener Sohn den Eltern

[…]

Ein munterer und wacker Jäger

Der allhier in des Todtes Strecke gerathen.

Ein fleißiger und treuer Diener Sr. Hohen Herrschaft

Der allhier seinen Dienst mit seinem Leben aufgegeben.

Sein Dienst wird gelobet,

sein Leben gepriesen,

Nur sein Todt verwünscht,

[…] weil er geschehen unzeitig,

unversehens.

## Sage zum Grund der Aufstellung
In der Nähe des ursprünglichen Aufstellungsortes war der am 3. Mai 1700 geborene herzogliche Jäger Johannes Sachs am 6. Juni 1722 durch eine Schussverletzung tödlich verwundet worden. Er war auf einem Jagdausflug mit seinem Dienstherrn Ernst Ludwig I. von Sachsen-Meiningen nach zeitgenössischer Aussage auf „unglückliche Weise“ durch einen sich zufällig gelösten Schuss getroffen worden.
Schon kurz nach dem Unglücksfall gab es Gerüchte, dass er durch einen beabsichtigten Schuss ermordet wurde. Johannes Sachs war kurz vorher neben Ernst Ludwig der einzige Zeuge, als die dem Herzog zugetane attraktive Ehefrau des herzöglichen Landesjagdmeisters „vom Schlag getroffen“ wurde, obwohl andere Zeugen zur selben Zeit einen Schuss gehört hatten. Obwohl er selbst einer der zwei Zeugen war, verhinderte der Herzog eine gerichtliche Untersuchung des Todesfalls der Frau. Der zweite Zeuge Johannes Sachs wurde bei dem kurze Zeit später stattfindenden Jagdausflug auf dem Kutschbock sitzend von einer Kugel getroffen, die über den Rücken ins Herz traf. Beerdigt wurde Sachs zwei Tage nach seinem Tod in Frauenbreitungen.
Verarbeitet wurde das Geschehen von Ludwig Wucke in der Novelle Der Jägerstein. Sie wurde erst nach seinem Tod 1883 gefunden und erstmals 1905 veröffentlicht.